# 佐藤運雄
佐藤 運雄（さとう かずお、1879年11月18日 - 1964年1月1日）は、日本の歯学者。日本大学理事長・名誉会頭。

## 略歴
東京府東京市本所区（現在の東京都墨田区）に近藤緑次の三男として生まれ、10歳で東京日本橋の歯科医・佐藤重（長谷川保、ウィリアム・クラーク・イーストレイクに師事）の養子となる。東京府尋常中学校（現在の東京都立日比谷高等学校）を経て、1898年に高山歯科医学院（現在の東京歯科大学）卒業。1901年、レーキフォレスト大学歯学部、1903年、シカゴ大学･ラッシュ医科大学卒業。帰国後は東京歯科医学院、帝大講師、1908年から1912年にかけて、南満州鉄道大連病院長兼南満医学堂教授。大正2年（1913）に養父佐藤重が逝去したため、佐藤歯科医院を継いだ。
その後、1929年、文部省医術開業試験委員、1916年に東洋歯科医学校（のちの日大歯学部）設立。1933年より日本大学理事、1921年から創立なった日本大学専門部歯科初代歯科長に就任した。1943年に日本大学学長に。1946年から理事長。
1928年、慶應義塾大学　医学博士　論文の題は「混合唾液の物理化学的性質殊に其齲蝕罹患性との関係に就て」。
他に、日本歯科医師会会長、1957年から国際歯科学士院会員。